# Heinrich Thyssen
Heinrich Thyssen, seit 1907 Heinrich Baron Thyssen-Bornemisza de Kászon (* 31. Oktober 1875 in Mülheim an der Ruhr; † 26. Juni 1947 in Lugano) war ein ungarischer Unternehmer und Kunstsammler deutscher Herkunft und der jüngste Sohn August Thyssens aus der Unternehmerfamilie Thyssen.

## Leben
Da seine Eltern sich 1885 scheiden hatten lassen, erlangte Heinrich Thyssen bereits in jungen Jahren einen großen Anteil an der von seinem Vater geführten Thyssen-Gruppe. Er absolvierte 1895 seine Reifeprüfung am Steinbart-Gymnasium. Danach studierte er Chemie, Physik und Mineralogie und promovierte 1900 an der Ruprecht-Karls-Universität Heidelberg.
1906 heiratete er Margit Freiin Bornemisza de Kászon et Impérfalva (1887–1971), wurde ungarischer Staatsbürger, ließ sich von seinem Schwiegervater adoptieren und führte daraufhin den Namen Baron Thyssen-Bornemisza de Kászon. Die ungarische Staatsbürgerschaft behielt er bis zu seinem Tod, dennoch agierte er in den 1920er und 1930er Jahren zeitweise deutschnational.
1912 trat er in den Vorstand der Steinkohlenbergwerksgesellschaft Gewerkschaft Deutscher Kaiser ein.
Nach dem Ende des Ersten Weltkriegs zog Thyssen nach Den Haag und steuerte von dort die Thyssenschen Auslandsunternehmen. Bei Gründung der Vereinigten Stahlwerke 1926 zog er zwar in deren Aufsichtsrat ein, brachte aber seinen Teil des Familienerbes in die August Thyssensche Unternehmungen des In- und Auslandes GmbH und nicht in die Vereinigten Stahlwerke ein. Er baute um das Röhrenwerk in Düsseldorf-Reisholz und das heute nicht mehr existierende Stahlwerk in Düsseldorf-Oberbilk, das seit 1906 zum Konzern gehörte, seine eigene Unternehmensgruppe auf.
Thyssen war Großaktionär des Bremer Vulkan und besaß Anfang der dreißiger Jahre 80 Prozent der Vulkan-Aktien.
1932 übersiedelte Thyssen in die Schweiz und machte sich in Lugano als Kunstsammler einen Namen. 1939 ernannte er den Generaldirektor Wilhelm Roelen zu seinem Generalbevollmächtigten der Thyssen-Gruppe in Deutschland.
Seine Ehe wurde 1932 geschieden. Ihr entstammen insgesamt vier Kinder: Stephan (1907–1981), Margareta (1911–1989), Gabrielle (* 1916) und Hans Heinrich (1921–2002). Noch im Jahr der Scheidung heiratete Heinrich Thyssen das Fotomodell Maud Feller (bürgerlich Else Zarske, geboren 1909 in Thorn, damals Westpreußen, verstorben 1977 in Zürich). Die Verbindung hielt nur fünf Jahre. Auch die dritte Ehe mit Gunhild von Fabrice (1908–2008), einem Mannequin aus einer reformierten Nürnberger Patrizierfamilie, kriselte schnell und es folgte ein langjähriger Scheidungsprozess.

## Kunstsammlung
Spätestens seit 1911 baute Heinrich Thyssen eine Kunstsammlung auf, die auf Schloss Rechnitz, dem Familienschloss seiner Frau, aufbewahrt wurde und die 1930 in der Neuen Pinakothek erstmals öffentlich gezeigt wurde.
In den 1930er Jahren wurde die Sammlung in die von Thyssen erworbene Villa Favorita in Castagnola bei Lugano verlegt und war dort 1936–1939 und erneut ab 1949 öffentlich zugänglich. Zu Thyssens Tod 1947 umfasste die Sammlung 525 Kunstwerke und wurde dann unter seinen vier Kindern aufgeteilt. Von ihnen veranlasste Hans Heinrich das Weiterbestehen der Sammlung in der Villa Favorita, die Erweiterung der Sammlung und die spätere Gründung des Museo Thyssen-Bornemisza in Madrid.
Die Kunstsammlung Heinrich Thyssens umfasste herausragende Werke alter Meister mit Schwerpunkten bei der altdeutschen und altniederländischen Malerei. Wichtige Werke der Sammlung (die heute Teil des Museo Thyssen-Bornemisza sind) stammen unter anderem von Jan van Eyck, Rogier van der Weyden, Hans Memling, Vittore Carpaccio, Sebastiano del Piombo, Albrecht Dürer, Lucas Cranach d. Ä., Hans Baldung, Hans Holbein d. J., Tizian, Caravaggio, Rubens, van Dyck, Frans Hals, Jan Steen und Jacob van Ruisdael.

## Film
- Deutsche Dynastien – Die Thyssens. Dokumentarfilm, Deutschland, 2010, 44 Min., Buch und Regie: Julia Melchior und Sebastian Dehnhardt, Produktion: WDR, Reihe: Deutsche Dynastien, Erstausstrahlung: ARD, 8. November 2010, Inhaltsangabe (Memento vom 23. August 2011 im Internet Archive) der ARD.